# کیدی
کیدی، روستایی از توابع بخش مرکزی شهرستان تنگستان در استان بوشهر ایران است.

## جمعیت
این روستا در دهستان اهرم قرار دارد و براساس سرشماری مرکز آمار ایران در سال ۱۳۸۵، جمعیت آن ۳۴ نفر (۷خانوار) بوده‌است.